# Нечипорук Олег Іванович
Оле́г Іва́нович Нечипору́к  — український військовий, гвардії полковник.

## З життєпису
Колишній командир 456-ї гвардійської авіаційної бригади транспортної авіації ВПС України. Командир екіпажу реанімаційно-операційного літака ВПС України Ан-26 «Віта».

## Нагороди
У серпні 2014 року указом Президента України за особисту мужність і героїзм, виявлені у захисті державного суверенітету та територіальної цілісності України під час російсько-української війни, нагороджений орденом Данила Галицького.